# Tinjacá
Tinjacá – miasto w Kolumbii, w departamencie Boyacá.